# District d'Ongjin
Pour l’article homonyme, voir Ongjin (comté).

Les iles de l'aire métropolitaine d´Incheon

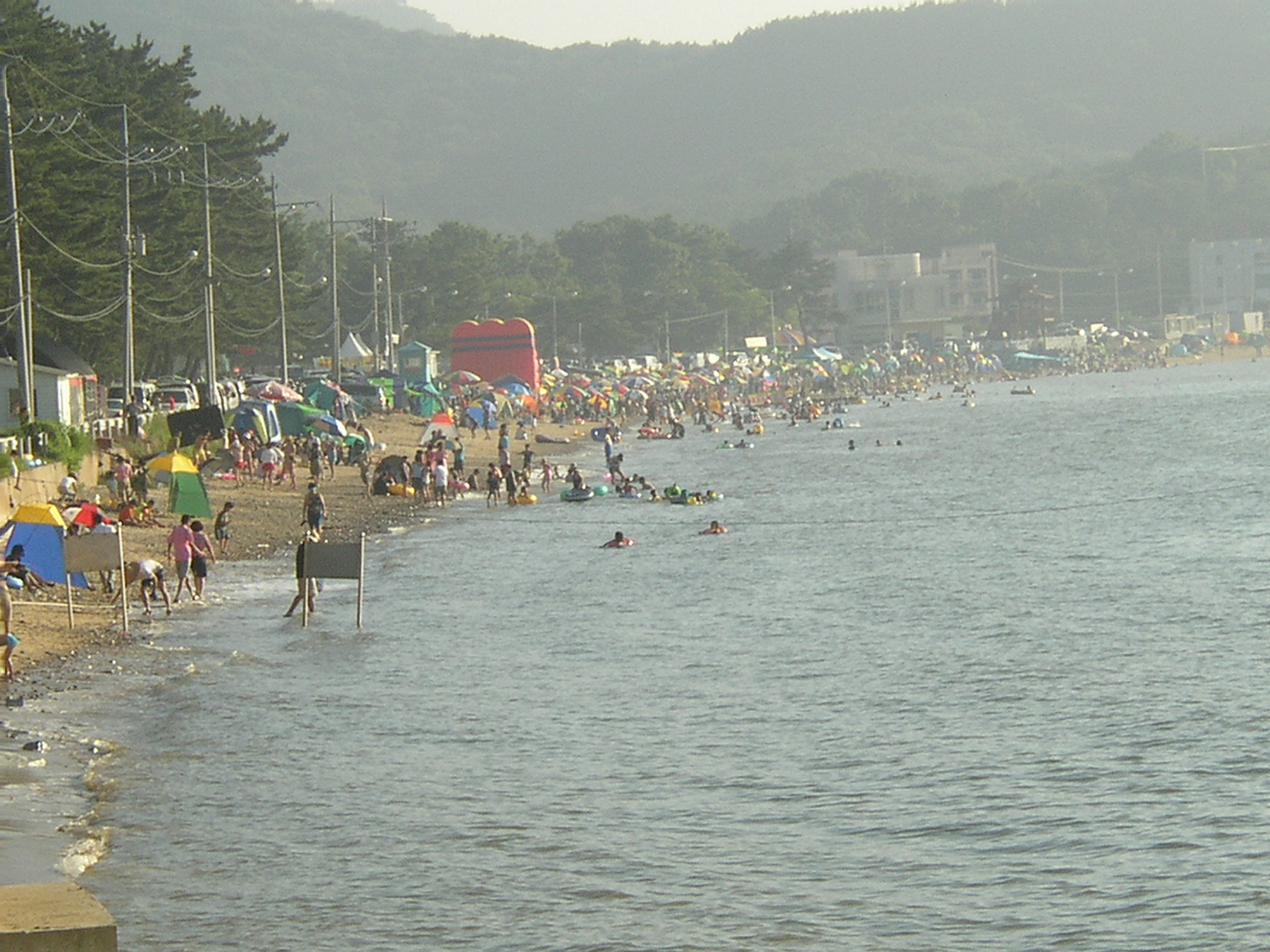
La plage de Janggyeong sur l'île de Yeongheung

Le district d´Ongjin (옹진군) est un district de la ville métropolitaine d'Incheon en Corée du Sud. La population est de 19 040 habitants en 2019.

## Localisation
Il consiste en un groupe d'îles au bord de la mer Jaune autour de l'aéroport international d'Incheon. Quatre de ces îles (Yeonpyeong, Socheong, Baengnyeong, Daecheong) se trouvent à proximité immédiate de la ligne de démarcation et de la péninsule de Ongjin en Corée du Nord, ce qui représente une source de conflits (la guerre du Crabe) en particulier au niveau des zones de pêches.

## Histoire
Avant le IVe siècle, cette zone faisait partie du district de Lolang, un domaine de l'empire des Hans. En 1816, Basil Hall fut un des premiers marins européens à venir dans la région. Il est l'auteur d'une description de la côte occidentale de la Corée.

## Tourisme
Les îles de ce district sont des destinations touristiques populaires, en partie à cause de la proximité de Séoul. Elles possèdent beaucoup de vasières et de plages de graviers, certaines (Guridong, Gulubdo) présentant des rochers taillés par l'érosion.

## Culture populaire
Plusieurs drames et séries télévisées ont été tournés sur la côte du district d'Onjin, par exemple « la sonate triste » (en coréen : 슬픈 연가), Full House (en coréen : 풀하우스) et Squid Game (en coréen : 오징어게임) sur l'île de Seungbongdo. 
Le siège du district se trouve à Nam-gu, situé à Incheon ; la ville d'Ongjin qui a donné son nom à ce district se trouvant en Corée du Nord.

## Sources et références
- (en) Cet article est partiellement ou en totalité issu de l’article de Wikipédia en anglais intitulé « Ongjin, Incheon » (voir la liste des auteurs).